# Croton virletianus
Croton virletianus är en törelväxtart som beskrevs av Johannes Müller Argoviensis. Croton virletianus ingår i släktet Croton och familjen törelväxter. Inga underarter finns listade i Catalogue of Life.